# Svetlice
Svetlice é um município da Eslováquia, situado no distrito de Medzilaborce, na região de Prešov. Tem 31,64 km² de área e sua população em 2018 foi estimada em 104 habitantes.

## Demografia
| Ano:        | 1994 | 2004    | 2014    | 2024    |
| ----------- | ---- | ------- | ------- | ------- |
| Broj ljudi: | 225  | 152     | 109     | 80      |
| Razlika:    |      | -32,44% | -28,28% | -26,60% |

| Ano:               | 2023 | 2024   |
| ------------------ | ---- | ------ |
| Número de pessoas: | 79   | 80     |
| Diferença:         |      | +1,26% |